# 安赫尔·安德烈奥
安赫尔·安德烈奥（西班牙語：Ángel Andreo，1972年12月3日—），西班牙男子水球运动员。他曾代表西班牙参加1996年、2000年、2004年和2008年夏季奥林匹克运动会水球比赛，其中1996年奥运会获得一枚金牌。